# BlayzBloo: Super Melee Brawlers Battle Royale
BlazyBloo: Super Melee Brawlers Battle Royale, in Giappone intitolato BlazBlue: Battle x Battle (ぶれいぶるー -バトル×バトル-?, Bureiburū: Batoru kurosu Batoru) è un picchiaduro tridimensionale ambientato in arene di forme e dimensioni differenti sviluppato dalla Arc System Works per Nintendo DSi/Nintendo DSi XL, disponibile in Nord America dal 2 agosto 2010.
Il gioco costa 500 punti Nintendo (5 dollari americani) e ricicla sonoro, parlato e musica da  BlazBlue: Continuum Shift.

## Personaggi
Dei sedici personaggi originali, solo cinque sono disponibili, ognuno con diverse abilità, un attacco normale e uno speciale.
- Ragna the Bloodedge
  - Soul Eater
  - Protagonista accidentale, detentore del Grimorio Azzurro, assorbe l'essenza vitale avversaria con i suoi poteri oscuri.
- Jin Kisaragi
  - Reitou (Morso Glaciale)
  - Ufficiale superiore del NOL, afflittò da una mania per il fratello Ragna, congela i suoi nemici col ghiaccio.
- Noel Vermillion
  - Chain Revolver
  - Facilmente lacrimevole, può concatenare i suoi attacchi a lungo.
- Taokaka
  - Dancing Edge
  - Del Clan Kagutsuchi Kaka, questa fanciulla dal volto occluso usa la sua agilità estrema per confondere i propri avversari.
- Rachel Alucard
  - Silpheed
  - Capofamiglia degli Alucard, manipola il vento e si aiuta con i Silpheed dei suoi familiari. Ognu suoi attacco è uno spettacolo per gli occhi.

## Modalità
Tre modalità disponibili
- Life (Picchiali tutti!)
- Point (Colleziona gli spaghetti)
- Flag (Cattura il panda con la bandiera)

## Multiplayer
Se ci sono meno di quattro giocatori nelle partite online, il computer colma gli/lo spazi/spazio vuoto con un personaggio gestito dalla I.A.